# Francesca Galizia
Francesca Galizia (Putignano, 21 febbraio 1981) è una politica italiana.

## Biografia
Si è laureata in scienze politiche presso l'Università degli studi di Bari ed è dottore di ricerca in Demografia ed Economia delle Grandi Aree Geografiche presso la stessa università. È stata ricercatrice a contratto presso l'Università di Catania e la Universitat Autónoma de Barcelona. È autrice di numerose pubblicazioni scientifiche su temi strettamente demografici. Dal 2013 è inserita nell'agenzia di reclutamento del vettore low cost Ryanair.
Alle elezioni politiche del 2018 è eletta deputata del Movimento 5 Stelle con il 43% dei voti. È membro della XIII Commissione agricoltura, della XIV Commissione politiche dell’Unione europea, di cui è stata capogruppo, e del Comitato parlamentare di controllo sull'attuazione ed il funzionamento della Convenzione di applicazione dell'Accordo di Schengen e di vigilanza sull'attività dell'unità nazionale Europol. Membro del consiglio direttivo del Gruppo parlamentare del Movimento 5 Stelle ha ricoperto il ruolo di tesoriere nell'ultimo anno della legislatura. Presidente dell'Associazione  parlamentare di Amicizia Italia-Repubblica Cieca, si è fatta promotrice di diversi eventi ed incontri per incrementare le relazioni tra i due paesi.  